# 青森刑務所
青森刑務所（あおもりけいむしょ）は、法務省仙台矯正管区に属する刑務所。所在地は青森県青森市大字荒川字藤戸88番地で、青森市のほぼ中央に位置する。
下部機関に八戸拘置支所がある。また柳町拘置支所が本刑務所と同所（青森市大字荒川字藤戸88番地）にあったが、同拘置支所は2005年（平成17年）4月1日付で廃止されており、弘前拘置支所（2021年4月に収容停止）もあった。

## アクセス
青森駅から車で約15分、もしくは「古川」バス停（青森駅から徒歩5分）から荒川方面行きバス（青森市営バス）に乗車（約20分）。

## 収容分類級
収容分類級はB級（犯罪傾向の進んだ成人受刑者）。再犯者や暴力団構成員が多く、罪名は窃盗・薬物事犯・詐欺などが多い。2015年 - 2016年のデータでは受刑者の高齢化が進んでおり、収容者の平均年齢は50.4歳で、65歳以上が13％を占める。

## 収容定員
2016年時点で収容定員は受刑者753人・未決拘禁者（被告人）42人の計795人。

## 沿革
明治4年に仮監獄倉として開設され、1874年（明治7年）に未決・既決の被収容者を拘禁する施設となった。1929年（昭和4年）に現在地へ移転。

## 組織
所長の下に2部1課を持つ2部制施設。
- 総務部[13]（庶務課・会計課・用度課）[14]
- 処遇部[13]（処遇担当・企画担当）[15]
- 医務課[8]

## 特記事項
木工工場（箪笥などの家具製作など）・洋裁工場・各種作業（ホタテ網組み立て・紙細工など）工場があり、木工・漆・建設塗装の職業訓練もある。
伊奈かっぺいが若手時代に、牧良介らとともに慰問の一環としてトークを行っていたことがある。その時のエピソードとして、入所者は刑務官の許可無くしては笑ってはいけないということをネタにしている。
1973年（昭和48年）3月12日、受刑者7人が職員を人質にして集団逃走を計画するも、密告により未遂に終わる。脱走は、免業日に上映した映画からヒントを得たものであったことから、刑務所側の映画選定が問題視された。